# Dreams (The Cranberries)
Dreams è il primo singolo del gruppo musicale irlandese The Cranberries, contenuto nel primo album studio Everybody Else Is Doing It, So Why Can't We?, pubblicato nel 1993.

## Descrizione
Secondo quanto affermato dalla cantante del gruppo Dolores O'Riordan, la canzone è stata scritta per il suo primo amore e riguarda il sentirsi realmente innamorati per la prima volta.
Fu originalmente pubblicata nel settembre 1992 e successivamente fu inclusa nell'album di debutto del gruppo, Everybody Else Is Doing It, So Why Can't We?, nel 1993. Una versione demo del 1990 uscì soltanto in Irlanda nell'estate dello stesso anno con il nome iniziale della band, Cranberry Saw Us. Alla fine della canzone, i cori sono cantati da Mike Mahoney, ex fidanzato di O'Riordan. La canzone fu poi pubblicata su una cassetta demo insieme a Linger, contribuendo a generare entusiasmo per la band.

## Video musicale
Esistono 3 versioni del video di questa canzone. Una delle tre versioni rappresenta Dolores O'Riordan e i membri della band che cantano e suonano in una stanza con della luce blu; alla fine del video O'Riordan sviene a terra e viene illuminata da una luce che la fa levitare, mentre dopo viene inquadrata dell'acqua che crea delle forme. Il video finisce su un primo piano dell'artista che canta.

## Tracce
UK 7" single
1. Dreams
2. What You Were

UK 12" single / CD-single
1. Dreams
2. Liar
3. What You Were

UK special edition CD
1. Dreams
2. What You Were
3. Liar
4. Not Sorry (Live)
5. Wanted (Live)
6. Dreams (Live)
7. Liar (Live)

USA CD-single
1. Dreams
2. What You Were
3. Waltzing Back (Live)
4. Pretty (Live)

## Classifiche
| Classifica (1993-94)      | Massima posizione |
| ------------------------- | ----------------- |
| Australia                 | 30                |
| Irlanda                   | 9                 |
| Regno Unito               | 27                |
| Stati Uniti               | 42                |
| Stati Uniti (airplay)     | 14                |
| Stati Uniti (alternative) | 15                |
| Stati Uniti (mainstream)  | 33                |

- Conseguentemente alla morte di O'Riordan nel 2018, la canzone è nuovamente entrata in classifica durante quell'anno in diversi paesi, Italia inclusa, dove ha raggiunto nella terza settimana del 2018 la posizione 59 della classifica ufficiale italiana Top Singoli.[11]